# Петрушевский, Фома Иванович
Фома́ Ива́нович Петруше́вский (1785 — 13 [25] февраля 1848, Санкт-Петербург) — российский метролог, переводчик Эвклида и Архимеда; статский советник.

## Биография
Родился в 1785 году.
После окончания Петербургского педагогического института в 1808—1816 годах преподавал математику и физику в Псковской гимназии (в 1809—1812 годах исполнял должность директора). С 1816 года работал в конференции Педагогического института, в 1816—1818 годах — столоначальник в Главном правлении училищ. С 1818 года — помощник столоначальника в Департаменте народного просвещения. С 1820 года — в Департаменте Государственного казначейства (с 1825 года — чиновник особых поручений). В 1825—1834 годах — директор петербургского Дома воспитания бедных детей, с 1834 года — директор Института слепых (Санкт-Петербург).
Похоронен на Смоленском православном кладбище (участок 163).

### Семья
Жена — Анна Андреевна Петрушевская (1801—30.11.1836), умерла от чахотки, похоронена на Смоленском православном кладбище в Петербурге. Дети:
- Александр (1826—1904) — генерал-лейтенант, биограф А. В. Суворова;
- Фёдор (1828—1904) — доктор физики, председатель физического отделения русского физико-химического общества;
- Василий (1829—1891) — генерал-лейтенант;
- Михаил (1832—1893) — генерал от инфантерии.
- Софья (28.09.1835[5]—29.03. 1836), крещена 6 октября в церкви Института слепых при восприемстве В. В. Косинского и Е. Е. Кирсановой.

## Научная деятельность
Издал ряд трудов по метрологии (нынешней, древних народов, польской, медицинской). Главный труд — «Общая метрология» — был издан после смерти автора и удостоен демидовской награды, явился первым на русском языке сборником по метрологии, включившим древние и современные меры и составленным не только по печатным источникам, но и на основании данных, полученных автором путём личной переписки.
Перевёл с французского «Начальных оснований арифметики» С. Ф. Лакруа (Санкт-Петербург, 1817 — с примечаниями и дополнениями переводчика); с древнегреческого — сочинения Эвклида и Архимед, за этот труд в 1835 году был удостоен поощрительной демидовской премии.
Написал почти все метрологические статьи в «Энциклопедическом лексиконе» Плюшара.

## Награды и признание
- половинная Демидовская премия — за переводы Эвклида и Архимеда;
- Демидовская награда — за труд «Общая метрология» (СПб., 1849).